# Arno Strohmeyer
Arno Strohmeyer (Obergrafendorf, 26 luglio 1963) è uno schermidore austriaco, specialista della spada.

## Palmarès
In carriera ha conseguito i seguenti risultati:
- Europei di scherma

1991 - Vienna: bronzo nel spada individuale.